# ۳۴۱ (میلادی)
۳۴۱ (میلادی) سیصد و چهل و یکمین سال تقویم میلادی است.

## درگذشتگان
‎